# 장연 노씨
장연 노씨(長淵盧氏)는 황해남도 장연군을 본관으로 하는 한국의 성씨이다.

## 역사
장연 노씨(長淵盧氏)는 도시조(都始祖) 노수(盧穗)의 첫째 아들 노구(盧坵)가 고려조에 장연백(長淵伯)에 봉해졌다고 한다. 그의 아들 노안필(盧安弼)은 문하시중(門下侍中)으로서 거란(契丹)의 침입을 토평(討平)하는데 공을 세워 장강군(長康君)군에 봉해졌다고 한다.
7세손 노단(盧旦)이 고려 문종(文宗)때 문과(文科)에 급제하여 시어사(侍御史)·한림학사(翰林學士)를 거쳐 예부 상서(禮部尙書)와 좌·우복야를 지내고 참지정사(參支政事)에 이르렀고, 최충(崔沖)과 함께 사숙(私熟)을 열어 후진교육에 힘써 많은 인재를 배출했는데 이를 12공도(公徒)의 하나인 광헌공도(匡憲公徒)라 하였다.

## 분파
13세 노명신(盧命臣)의 아들 3형제인 14세손에서 3파로 나뉜다.  
- 첫째 아들 노국주(盧國柱) → 창녕·고령파
- 둘째 아들 노태주(盧台柱) → 평양·외성파
- 셋째 아들 노성주(盧誠柱) → 괴산·음성파

## 인물
- 노단(盧旦, ？ ∼ 1091년) : 1073년(문종 27) 중서사인(中書舍人)으로 사은사(謝恩使)가 되어 송나라에 다녀왔으며, 이듬해 한림학사(翰林學士)가 되었다. 1077년 직문하성(直門下省), 이듬해 병부상서를 거쳐 1080년 예부상서로서 지공거(知貢擧)가 되어 김상제(金尙磾) 등을 급제시켰다. 이듬해 우복야 한림학사승지(右僕射翰林學士承旨)를 역임하고, 1085년(선종 2) 중추원사(中樞院使)로서 지공거가 되어 김준(金晙) 등을 급제시켰다. 이듬해 상서좌복야 참지정사(尙書左僕射參知政事)에 오른 뒤 그만두었다. 사학을 열어 후진교육에 힘썼던바 이를 광헌공도(匡憲公徒)라 하는데, 이것은 최충(崔冲)의 문헌공도(文憲公徒)를 포함한 사학12도(私學十二徒)의 하나이다. 시호는 광헌(匡憲)이다.
- 노영수(盧英壽, ？ ~ 1385년) : 노성주(盧誠柱)의 손자. 1381년 고려 우왕이 그의 딸을 의비(毅妃)로 봉하자 서운부정(書雲副正)에서 대호군(大護軍)이 되었고, 그의 처는 복안댁주(福安宅主)가 되었다. 그 뒤 밀직사(密直使)에 임명되고 위성부원군(威城府院君)에 봉해졌다. 우왕이 거의 매일 그의 집에 행차하여 잔치를 베풀 정도로 총애를 받아 큰 권세를 부렸으며, 그가 죽자 우왕이 친히 술자(術者)를 거느리고 장지를 남교(南郊)에 정하였다 한다. 시호는 양효(良孝).
- 노구산(盧龜山, ? ~ 1419년) : 노영수의 아들. 조선 정종 때 밀직제학(密直提學)을 역임하였고, 1411년(태종 11) 딸이 태종의 후궁이 되자 좌군총제가 되었으며, 1418년(태종 18) 도총제(都摠制)에 이르렀다. 시호는 제대(齊戴).
- 노기태 : 부산 강서구청장
- 노시환 : 한화이글스 소속의 야구선수

## 과거 급제자
장연 노씨는 조선시대 문과 급제자 7명, 무과 급제자 11명을 배출하였다.
고려 문과
노구산(盧龜山)
문과
노대민(盧大敏) 노상의(盧尙義) 노상현(盧尙賢) 노상흠(盧尙欽) 노인진(盧仁瑱)
노장(盧𤍤) 노후설(盧后卨)
무과
노경징(盧慶徵) 노대욱(盧大旭) 노두만(盧斗萬) 노문기(盧文琦) 노박(盧璞)
노변호(盧變虎) 노수(盧秀) 노원익(盧元益) 노의성(盧義成) 노익후(盧益厚)
노흥룡(盧興龍)
생원시
노공직(盧公直) 노덕연(盧德淵) 노봉명(盧鳳鳴) 노상흠(盧尙欽) 노수(盧璲)
노여공(盧汝拱) 노여발(盧汝拔) 노잠(盧潛) 노주학(盧周學) 노후설(盧后卨)
진사시
노경래(盧警來) 노경렬(盧景烈) 노극형(盧克亨) 노대민(盧大敏) 노동식(盧東植)
노성봉(盧聖鳳) 노의석(盧義錫) 노인진(盧仁瑱) 노장(盧𤍤) 노종건(盧宗鍵)
노종흠(盧琮欽)

## 고려 왕실과의 인척 관계
- 우왕 비 의비 노씨(毅妃 盧氏)

## 조선 왕실과의 인척 관계
- 태종 후궁 소빈 노씨(昭嬪盧氏)

## 집성촌
- 평안남도 대동군 율리면 강당리
- 평안남도 대동군 검산면 검서리
- 경상남도 창녕군 대합면 주매리
- 경상남도 창녕군 이방면 안리
- 충청북도 괴산군 칠성면 사은리
- 충청북도 괴산군 감물면 구월리

## 인구
- 1985년 1,865가구 7,456명
- 2000년 2,672가구 8,394명
- 2015년 10,907명

## 관련 문화재
- 창녕 노변소 묘 - 경상남도 창녕군 고암면 우천길 22-7, 경상남도 기념물 제153호
- 창녕 소곡서당 - 경상남도 창녕군 고암면 우천리 775, 경상남도 문화재자료 제376호

## 같이 보기
- 광주 노씨
- 교하 노씨
- 풍천 노씨
- 안강 노씨
- 만경 노씨